# Dorcadion discodivisum
Dorcadion discodivisum là một loài bọ cánh cứng trong họ Cerambycidae.